# Counter-Strike
Counter-Strike (skrót CS, poprzednio Half-Life: Counter-Strike) – gra komputerowa z gatunku first-person shooter, stworzona przez Minha "Gooseman" Le'a i Jessa "Cliffe" Cliffe'a 19 czerwca 1999 i będąca modyfikacją gry Half-Life
Początkowo Counter-Strike wymagał do działania Half-Life'a, jednak z upływem czasu stworzono kolejne wersje, które przekształciły się w samodzielne produkcje, korzystające jedynie z silnika oryginalnej gry.
Rozgrywka w Counter-Strike'u opiera się na walce antyterrorystów z terrorystami, w której jedna ze stron musi bronić bombsite'u (miejsca, gdzie ustawiany jest ładunek wybuchowy) lub uwolnić zakładników, a druga podłożyć bombę albo pilnować pojmanych.
Gra została stworzona z myślą o grze w sieci. Otrzymała wsparcie od Valve Software, dzięki czemu jest ciągle uaktualniania i została włączona do projektu Steam. Counter-Strike stosunkowo szybko zyskał popularność i stał się platformą turniejową na imprezach e-sportowych.

## Rozgrywka
Counter-Strike jest grą sieciową opartą na wspólnym działaniu drużyny. Gracz może się wcielić w antyterrorystę lub terrorystę. W skład antyterrorystów wchodzą jednostki specjalne takie jak: Seal Team 6, GSG9, SAS i GIGN.
Wersja 1.6 gry została wydana 12 września 2003 roku wraz z premierą platformy dystrybucji cyfrowej Steam. Wszystkie kolejne aktualizacje i poprawki są dostarczone poprzez ten system, bez żadnych konkretnych numerów nowej wersji. Nazwa lub skrót „1.6” jest często używany w celu odróżnienia go od kontynuacji gry: Counter-Strike: Source i Counter-Strike: Global Offensive.

### Zasady gry
Każdy gracz rozpoczyna grę w punkcie startowym z pistoletem (USP u antyterrorystów, Glock 18 u terrorystów), dwoma magazynkami w zapasie, nożem oraz kwotą ośmiuset dolarów. Za każdą udaną misję drużyna otrzymuje punkty oraz pieniądze. W momencie startu następnych rund można za nie kupić broń palną, kamizelki kuloodporne, granaty, magazynki i inne potrzebne do wykonania misji przedmioty.
Cele drużyn są zawsze sprzeczne ze sobą – jeżeli celem terrorystów jest wysadzić jakiś obiekt, antyterroryści mają nie dopuścić do tego, oraz odwrotnie – jeżeli antyterroryści mają uwolnić zakładników, terroryści mają za zadanie im to uniemożliwić.
Drużyna, która zdoła osiągnąć swój cel albo wyeliminuje wszystkich przeciwników z drugiej grupy, wygrywa rundę.
Każda rozgrywka jest dodatkowo ograniczona przez czas. Po upływie tego limitu przegrywa ta drużyna, która nie wykonała zadania. W przypadku antyterrorystów jest to nieuwolnienie wszystkich zakładników, a w przypadku terrorystów nieustawienie bomby w wyznaczonym miejscu.

### Tryby rozgrywki
Gra oferuje kilka zróżnicowanych trybów rozgrywki – trzy podstawowe to: odbicie zakładników, podłożenie lub rozbrojenie bomby oraz zamach na ważną osobistość. Poza tymi podstawowymi opcjami, społeczność tworzy również mapy realizujące inne scenariusze – na przykład bezpośredni pojedynek między drużynami lub taki, gdzie gracze mogą korzystać wyłącznie z określonych wcześniej typów broni.
Hostage rescue (odbicie zakładników)
Tryb ten rozgrywany jest na mapach z przedrostkiem "'cs_'". Zadaniem antyterrorystów jest odbicie zakładników przetrzymywanych w bazie terrorystów i doprowadzenie ich do punktu ratunkowego. Terroryści natomiast muszą im w tym przeszkodzić. Obie strony mogą zranić lub zabić zakładników, co uniemożliwi antyterrorystom ich odbicie, ale będzie to karało gracza za zranienie/zabicie zakładnika. Karą za zranienie zakładnika jest kara pieniężna, która wzrasta gdy zabijemy zakładnika. Niektóre serwery mają włączoną możliwość wyrzucania z gry po kilkukrotnym zabiciu zakładnika. Rozgrywka kończy się w momencie, gdy antyterroryści uwolnią wszystkich żyjących zakładników (wygrana antyterrorystów), gdy skończy się czas przeznaczony na rozgrywkę (wygrana terrorystów), lub gdy któraś z drużyn straci wszystkich graczy (wygrana drużyny przeciwnej).
Bomb defusal (podłożenie/rozbrojenie bomby)
Akcja rozgrywki toczy się na mapach z przedrostkiem "'de_'", a rolę ofensywną sprawują terroryści. Ich celem jest przedarcie się do wyznaczonego miejsca, w którym muszą podłożyć bombę, co uniemożliwić mają im antyterroryści. Rozgrywka kończy się w momencie wybuchu bomby (wygrana terrorystów), rozbrojenia jej przez antyterrorystów (wygrana antyterrorystów), upływu czasu (antyterrorystów) lub w przypadku śmierci wszystkich członków jednej z drużyn (wygrana drużyny przeciwnej). Jeżeli wszyscy terroryści zginą, a bomba została podłożona, runda nie zakończy się aż do wybuchu lub rozbrojenia przez antyterrorystów.
Assassination (zamach)
Areną działań są mapy z przedrostkiem "'as_'". Jeden z graczy drużyny antyterrorystów staje się VIP-em, którego reszta drużyny musi eskortować do specjalnego punktu ewakuacyjnego. Zadaniem terrorystów jest zabicie VIP-a, a jest ono utrudnione, ponieważ mogą oni kupić jedynie niektóre rodzaje broni. Rozgrywka kończy się, gdy VIP bezpiecznie dotrze do punktu ewakuacyjnego (wygrana antyterrorystów), terroryści zabiją VIP-a (wygrana terrorystów), drużyna straci wszystkich graczy (wygrana przeciwnej drużyny) lub czas rozgrywki zostanie przekroczony (wygrana terrorystów). .
Escape (ucieczka)
Tryb ten został oficjalnie wycofany w Counter-Strike’u beta 7.0, jednak możliwość gry pozostała. Miejscem tego rodzaju rozgrywki są mapy es_. Zadaniem terrorystów jest ucieczka z terenu działań do wyznaczonego punktu. Terroryści nie mają możliwości zakupu broni – jedyną możliwością jej zdobycia jest odnalezienie miejsca, w którym broń jest składowana, lub zabranie jej zabitemu wrogowi. Antyterroryści muszą powstrzymać terrorystów przed ucieczką. Rozgrywka kończy się, gdy połowa terrorystów ucieknie, antyterroryści zliwkidują większość terrorystów, jedna z drużyn straci wszystkich graczy lub skończy się czas. Po ośmiu rozgrywkach w tym trybie, następuje zamiana ról między drużynami.

## Oszustwa w grze
Stworzono programy umożliwiające oszustwa w grze, potocznie nazywane cheatami. Najczęściej spotykane rodzaje to:
- Aimbot – skrypt nakierowujący celownik gracza automatycznie na wcześniej ustalony hitbox (punkt na ciele przeciwnika)
- ESP – gracz dostaje m.in. informacje o ilości życia i broni, jaką ma przeciwnik, a także możliwość widzenia przez tekstury
- No recoil – niweluje odrzut, który towarzyszy strzelaniu z broni
- No smoke, no flash – wyłącza skutki działania granatu dymnego i granatu błyskowego
- Speedhack – pozwala przemieszczać się z dużą szybkością po mapie
- Wallhack – dzięki niemu gracz może widzieć przez wszystkie tekstury mapy
- No Spread – niweluje rozrzut: wszystkie kule lecą tam, gdzie znajduje się środek celownika, nawet przy prowadzeniu ognia ciągłego (tzw. full-auto)
- Multihack – umożliwia łączenie różnych
- BunnyHopHack – pozwala na szybsze przemieszczanie się po mapie poprzez skoki

## Valve Anti-Cheat
To zabezpieczenie sprawdza, czy nie zmieniono plików wykonywalnych gry lub czy równocześnie z grą nie uruchomiono skryptów umożliwiających oszustwa. W momencie, gdy wykryte zostanie niedozwolone oprogramowanie, gracz zostaje permanentnie wykluczony z gry na wszystkich serwerach zabezpieczonych przez Valve Anti-Cheat (VAC), bez możliwości odwołania się od blokady. Istnieją serwery, na których wyłączono zabezpieczenie Valve (serwery tzw. "non-Steam").

## Odbiór gry
Gra zdobyła uznanie graczy i recenzentów, uzyskując w wersji na PC średnią z ocen wynoszącą 88 na 100 punktów według agregatora Metacritic oraz 89,20% według serwisu GameRankings.
Counter-Strike zdobył następujące nagrody i wyróżnienia.
- Action Game of the Year 2000 – Gamepen.com[22]
- Action Game of the Year 2000 – Actiontrip.com[22]
- Online Game of the Year 2000 – GameSpot UK and US[22]
- Special Award for Multiplayer Gaming 2000 – Gamespy.com[22]
- Action Game of the Year 2000 – Gamespot US, Readers Choice[22]
- Game of the Year 2000 – VoodooExtreme Readers Choice[22]
- Best Multiplayer 2000 – Electronic Playground[22]
- Revolutionary PC Game 2000 – Game Revolution[22]
- Best Online Game 2000 – Game Revolution[22]
- Best Multiplayer Game – Game Developer 2001 Spotlight Awards[22]
- Special Achievement in Gaming – Game Developer 2001 Spotlight Awards[22]
- Online Game of the Year 2000 – Computer Games[22]
- Game of the Year 2000 – Gamers.com[22]

Producent Half-Life, Valve Software, stworzył oddzielną grę z szeregiem misji dla jednego gracza (wspomaganego przez drużynę sterowaną przez komputer), czyli Counter-Strike: Condition Zero. Najnowsza wersja gry – Counter-Strike: Global Offensive, została oparta na Half-Life 2 i jego technologii Source.
Szwedzki muzyk, Basshunter nagrał utwór „Counterstrike the Mp3”, który znalazł się na jego internetowym albumie The Old Shit z 2006 roku.

## Turnieje
Gra jest elementem wielu lig i turniejów e-sportowych, m.in.:
- Electronic Sports World Cup (ESWC)
- World Cyber Games (WCG)
- Kode5
- Electronic Sports League (ESL)
- Intel Extreme Masters (IEM)
- DreamHack (DH)
- Electronic Games Party (EGP)
- ESEA
- Games Clash Masters